# 占迪纳乌帕齐拉
占迪纳乌帕齐拉是孟加拉国吉大港专区库米拉县的乌帕齐拉。
占迪纳因为土壤肥沃、少泛洪灾，所以人口非常稠密。根据1991年孟加拉国的人口普查，占迪纳的人口为269,878人，其中18岁及以上的人口为127,010人。男性占总人口的50.18%，女性占49.82%。